# Anniken Murstad
Anniken Murstad (1971) è un'ex sciatrice alpina norvegese.

## Biografia
Sciatrice polivalente, la Murstad vinse la medaglia di bronzo nel supergigante ai Campionati norvegesi del 1988 e nella combinata a quelli del 1991; si ritirò al termine della stagione 2000-2001 e la sua ultima gara fu uno slalom gigante FIS disputato il 24 aprile a Hemsedal. Non ottenne piazzamenti in Coppa del Mondo né prese parte a rassegne olimpiche o iridate.

## Palmarès

### Campionati norvegesi
- 2 medaglie (dati dalla stagione 1987-1988):
  - 2 bronzi (supergigante[senza fonte] nel 1988; combinata[senza fonte] nel 1991)